# Valor ganado
El Valor Ganado (Earned Value, EV por sus siglas en inglés) mide el coste presupuestado de la cantidad de trabajo realmente finalizado en un momento dado de un proyecto. Es una de las magnitudes utilizadas dentro del sistema de Gestión del Valor Ganado para el control de proyectos. Esta magnitud también recibe el nombre de Coste Presupuestado del Trabajo Realizado, CPTR. Su unidad de medida es monetaria, y su magnitud corresponde a lo que ya se ha realizado al día de la fecha valuado con los costos usados para definir la Línea Base de Medición del Desempeño o gráfico de la Curva S del proyecto de tiempo programado versus costo presupuestado. En una fecha específica dentro de la Línea Base del proyecto, y para una partida del presupuesto o para el total del presupuesto, su fórmula general es:
{\displaystyle EV=CPTR=(\%CostoPresupuestado)x(TrabajoRealizado)}